# Jonquières-Saint-Vincent
Jonquières-Saint-Vincent es una población y comuna francesa, en la región de Languedoc-Rosellón, departamento de Gard, en el distrito de Nimes y cantón de Beaucaire.

## Demografía
| 1311 | 1445 | 1499 | 1825 | 2260 | 2745 |
| Para los censos de 1962 a 1999 la población legal corresponde a la población sin duplicidades (Fuente: INSEE [Consultar]) |      |      |      |      |      |